# The Barracudas
The Barracudas è un gruppo surf rock inglese formatasi nei tardi anni settanta.

## Storia dei Barracudas
Fondata da Jeremy Gluck (voce), Robin Wills (chitarra), David Buckley (basso) e Nick Turner (batteria), ha raggiunto l'apice della notorietà nel 1980, quando il singolo Summer Fun (inserito poi nell'album Dropout with Barracudas), raggiunse il 37º posto nella classifica di vendita del Regno Unito.
Caratterizzati da un sound surf-garage molto melodico, hanno sospeso la loro attività nel 1984 per poi riprenderla nel 1989, in occasione della registrazione del disco Wait For Everything.
L'ultima riunione è datata 2005, per l'uscita dell'album omonimo e di un mini lp, entrambi su etichetta NDN.

## Discografia

### Album
- 1981 - Drop out with Barracudas
- 1983 - Mean Time
- 1983 - Live
- 1984 - Endeavour to Persevere
- 1986 - Live in Madrid
- 1993 - Wait for Everything
- 2005 - The Barracudas
- 2006 - Nothing Ever Happens in the Suburbs, Baby

### Singoli
- 1979 - I Want My Woody Back/Subway Surfin
- 1980 - Summer Fun/Chevy Baby
- 1980 - His Last Summer/Barracuda Waver/Surfers Are Back
- 1980 - (I Wish It Could Be) 1965 Again/Rendezvous
- 1981 - I Can't Pretend/K.G.B. (Made a Man Out of Me)
- 1982 - Inside Mind/Hour of Degradation
- 1982 - I Can't Pretend EP
- 1984 - The Way We've Changed/Laughin at You
- 1984 - Stolen Heart/See Her Eyes Again
- 1984 - Live EP
- 1985 - Very Last Day/There's a World Out There
- 1989 - Hear Me/She Knows
- 1990 - Next Time Around/Takes What He Wants
- 1991 - I Thought You Sounded That Way Yesterday
- 2003 - Don't Ever Say It Can't Be So/Not That Kind
- 2005 - What You Want is What You Get/Somebody '05
- 2010 - Two Headed Dog/Teenage Head
- 2013 - God Bless The 45/Festival Pop/East European Girls